# Hidema Katsura
Hidema Katsura (jap. 桂 秀馬 Katsura Hidema; ur. 1861, zm. 1911) – japoński lekarz. 

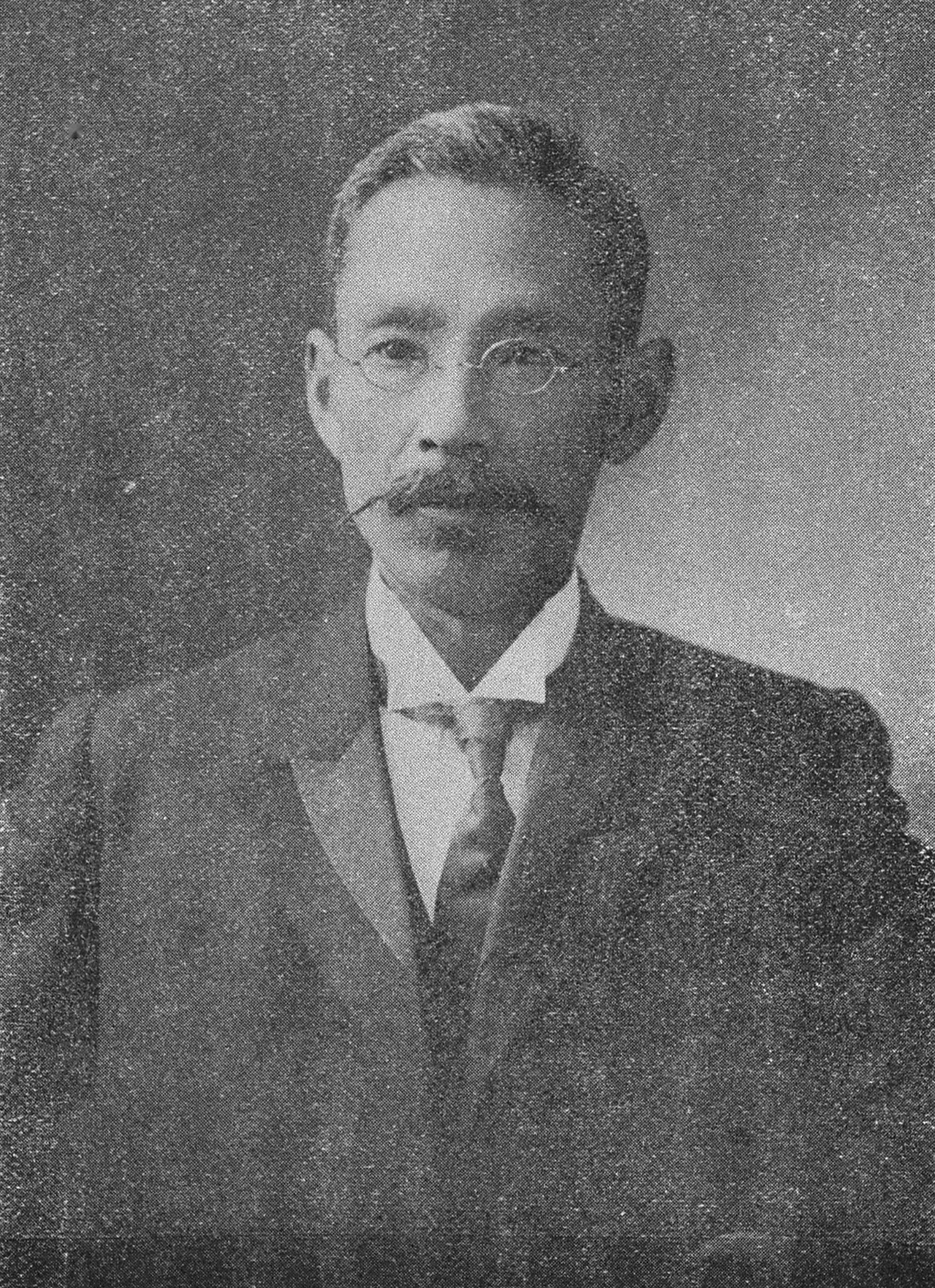
Hidema Katsura

Urodził się w Niigacie. Studiował medycynę na Uniwersytecie Cesarskim w Tokio. Po ukończeniu studiów wykładał w Szkole Medycznej Chiba. W 1889 został nadwornym lekarzem cesarza Japonii. W 1899 wyjechał do Niemiec na dalsze studia.